# 1981 Midas
Midas (asteroide 1981, com a designação provisória 1973 EA) é um asteroide cruzador de Marte. Possui uma excentricidade de .650359177977755 e uma inclinação de 39.8304º.
Este asteroide foi descoberto no dia 6 de março de 1973 por Charles T. Kowal.
Este asteroide recebeu este nome em homenagem ao rei Midas da mitologia grega.